# Центральный административный округ
Центра́льный администрати́вный о́круг — один из 12 административных округов города Москвы, расположен в центре города и включает в себя 10 районов. В округе расположено много театров, 6 московских вокзалов — Белорусский, Ленинградский, Ярославский, Казанский, Курский, Павелецкий (остальные вокзалы, кроме Восточного, открытого в 2021 году — Савёловский, Киевский и Рижский формально находятся за пределами округа, но фактически достаточно близко к его границам), большинство министерств Российской Федерации, а также Кремль, Правительство РФ, Государственная дума, Совет Федерации. Значительную часть территории округа занимают различные офисные здания, на западной окраине округа в том числе расположен ММДЦ «Москва-Сити».
Границы округа почти совпадают с городской чертой города до 1912 года (за исключением районов: «Сокольники», входящего в состав Восточного административного округа, и «Дорогомилово», входящего в состав Западного административного округа).
Код ОКАТО — 45 286 000 000.

## Население
| 2002     | 2009     | 2010     | 2012     | 2013     | 2014     | 2015     |
| -------- | -------- | -------- | -------- | -------- | -------- | -------- |
| 701 353  | ↘694 941 | ↗741 967 | ↗748 032 | ↗752 310 | ↗757 137 | ↗760 690 |
| 2016     | 2017     | 2018     | 2019     | 2020     | 2021     | 2023     |
| ↗768 280 | ↗769 630 | ↗775 881 | ↗782 048 | ↗783 886 | ↘772 258 | ↘771 733 |
| 2024     |          |          |          |          |          |          |
| ↗774 430 |          |          |          |          |          |          |

### Национальный состав
По итогам переписи населения 2020 года проживали следующие национальности (национальности менее 0,1 % и другое, см. в сноске к строке «Другие»):
| Национальность | Численность, чел. | Доля     |
| -------------- | ----------------- | -------- |
| Русские        | 544 591           | 70,52 %  |
| Татары         | 4607              | 0,60 %   |
| Армяне         | 4364              | 0,57 %   |
| Евреи          | 2648              | 0,34 %   |
| Украинцы       | 2236              | 0,29 %   |
| Грузины        | 1915              | 0,25 %   |
| Азербайджанцы  | 1382              | 0,18 %   |
| Узбеки         | 1175              | 0,15 %   |
| Киргизы        | 919               | 0,12 %   |
| Вьетнамцы      | 903               | 0,12 %   |
| Другие         | 207 518           | 26,86 %  |
| Итого          | 772 258           | 100,00 % |

## Районы
Центральный административный округ разделён на 10 районов:
- район Арбат;
- Басманный район;
- район Замоскворечье;
- Красносельский район;
- Мещанский район;
- Пресненский район;
- Таганский район;
- Тверской район;
- район Хамовники;
- район Якиманка.

### Статистические данные по районам округа
| №  | Название района | Соответствующий муниципальный округ | Площадь, га | Население (на 01.01.2020), тыс. чел. | Плотность населения (на 01.01.2020), чел. / км² | Площадь жилого фонда (на 01.01.2008), тыс. м² | Средняя жилплощадь на человека м² / чел. |
| -- | --------------- | ----------------------------------- | ----------- | ------------------------------------ | ----------------------------------------------- | --------------------------------------------- | ---------------------------------------- |
| 1  | Арбат           | Арбат                               | 288         | ↗36 246                              | 12585.42                                        | 754                                           | 28,03                                    |
| 2  | Басманный       | Басманный                           | 837         | ↗111 289                             | 13296.18                                        | 1995                                          | 19,85                                    |
| 3  | Замоскворечье   | Замоскворечье                       | 495         | ↗55 293                              | 11170.3                                         | 1168                                          | 22,99                                    |
| 4  | Красносельский  | Красносельский                      | 496         | ↗45 851                              | 9244.15                                         | 914                                           | 21,11                                    |
| 5  | Мещанский       | Мещанский                           | 576         | ↘55 635                              | 9658.85                                         | 1393                                          | 25,28                                    |
| 6  | Пресненский     | Пресненский                         | 1185        | ↗127 506                             | 10760                                           | 3029                                          | 26,07                                    |
| 7  | Таганский       | Таганский                           | 801         | ↘134 759                             | 16823.85                                        | 2722                                          | 25,32                                    |
| 8  | Тверской        | Тверской                            | 727         | ↗75 735                              | 10417.47                                        | 2022                                          | 27,4                                     |
| 9  | Хамовники       | Хамовники                           | 1192        | ↘105 094                             | 8816.61                                         | 2530                                          | 25,43                                    |
| 10 | Якиманка        | Якиманка                            | 480         | ↘27 022                              | 5629.58                                         | 826                                           | 35,91                                    |

## Основные улицы

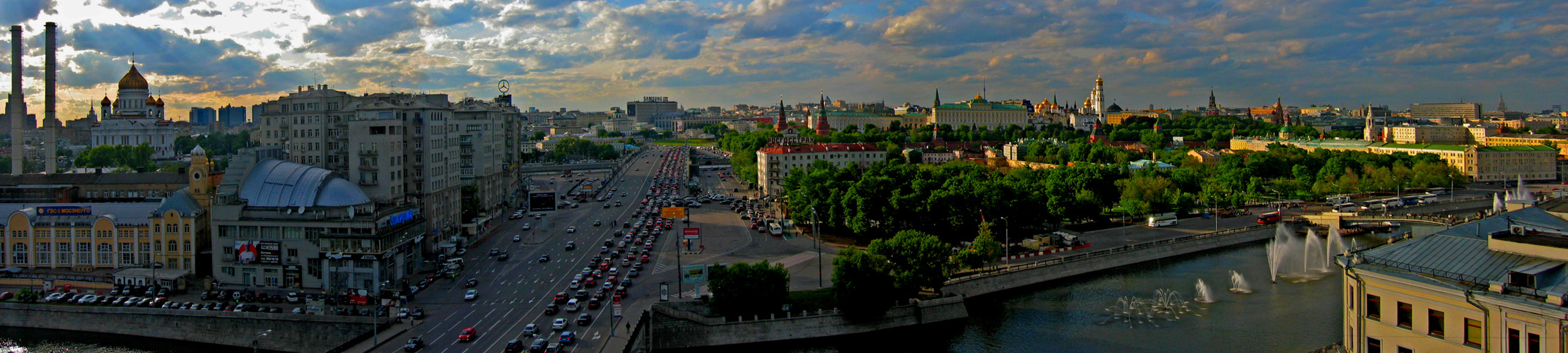
Панорама округа

| - Садовое кольцо - Бульварное кольцо - Арбат - Новый Арбат - Комсомольский проспект - Тверская улица - Лесная улица - Красная площадь - Лубянская площадь | - Охотный ряд - Кремлёвская набережная - Газетный переулок - Улица Петровка - Большая Никитская - Большая Дмитровка - Воздвиженка - Улица Казакова | - Гороховский переулок - Токмаков переулок - Малый Демидовский переулок - Елизаветинский переулок - Улица Большая Якиманка - проспект Мира |